# 西联镇 (铜陵市)
西联镇，是中华人民共和国安徽省铜陵市义安区下辖的一个乡镇级行政单位。

## 行政区划
西联镇下辖以下地区：
太平社区、钟仓社区、老观村、观兴村、老兴村、钱湾村、汀洲村、官上村、加兴村、姚汪村、三义村、棋杆村、沿船沟村、犁桥村、垅上村、万丰村、北埂村、钟仓村、东城村、山东村、东湖村、西湖村和兴桥村。